# Brantly 305
Die Brantly 305 ist ein Hubschrauber der US-amerikanischen Firma Brantly Helicopter Corporation.

## Geschichte
Die Brantly 305 wurde Anfang der 1960er Jahre von Newby O. Brantly als fünfsitziger Mehrzweckhubschrauber entworfen. Der Erstflug erfolgte im Januar 1964, zugelassen durch die Luftfahrtbehörde FAA am 29. Juli 1965, die erste Maschine dieser Produktionsreihe hatte die Seriennummer 1000. Die Brantly 305 ist eine gestreckte Version der Brantly B-2. Der Neupreis war im Jahre 1964 mit 47.740 US-Dollar angegeben.

## Konstruktion
Der Dreiblatt-Ganzmetall-Hauptrotor ist mit einem Ausgleichsklappensystem ausgerüstet. Ein Zweiblatt-Heckrotor zum Drehmomentausgleich wird 1:1 vom Motor angetrieben. Die Maschine besitzt einen nach hinten konisch zulaufenden Ganzmetallrumpf mit einer kräfteaufnehmenden Außenhaut. Als Antrieb dient ein Sechszylinder-Kolbenmotor des Herstellers Lycoming der Serie IVO-540. Im Innenraum sind eine 3er-Sitzbank hinten und eine 2er-Sitzbank vorne vorhanden. Der Hubschrauber war mit Landekufen, nicht einziehbarem Dreibein-Fahrwerk oder Schwimmern als Landevorrichtung erhältlich.

## Technische Daten
(Daten von Jane's All The World's Aircraft 1976–1977)
|                          | Brantly 305                      |
| ------------------------ | -------------------------------- |
| Höchstgeschwindigkeit    | 193 km/h (104 Knoten)            |
| Reisegeschwindigkeit     | 177 km/h (96 Knoten)             |
| Triebwerk                | 1× Lycoming O-540                |
| Maximale Reichweite      | 354 km (220 NM)                  |
| Dienstgipfelhöhe         | 3.660 Meter (12.000 Fuß)         |
| Maximale Schwebeflughöhe |                                  |
| Treibstoffmenge          | 163 Liter                        |
| Verbrauch                |                                  |
| Leergewicht              | 817 Kilogramm (1800 pound (lb))  |
| Max. Abfluggewicht       | 1.315 Kilogramm (2.900 Pfund)    |
| Länge                    | 7,44 Meter (24 Fuß und 5 Inches) |
| Höhe                     | 2,44 Meter (8 Fuß und 1 Inch)    |
| Hauptrotordurchmesser    | 8,7 Meter (28,8 Fuß)             |
| Breite über Kufen        |                                  |
| Sitzplätze               | 2 vorne (inkl. Pilot), 3 hinten  |
| Basispreis (Stand 2009)  |                                  |

## Vergleichbare Hubschraubertypen
- Robinson R44